# Chauna chavaria
Chauna chavaria là một loài chim trong họ Anhimidae.

## Hình ảnh

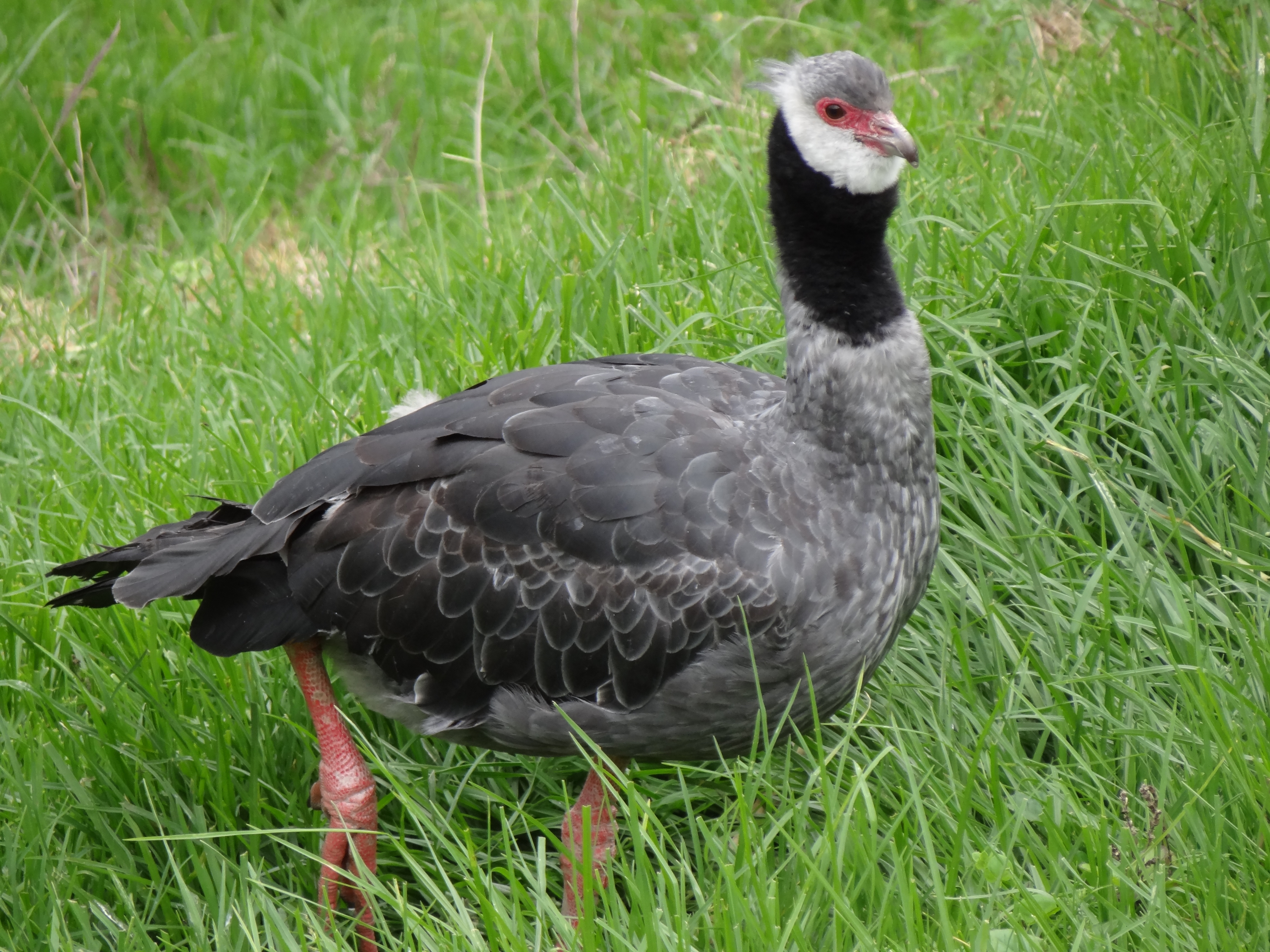
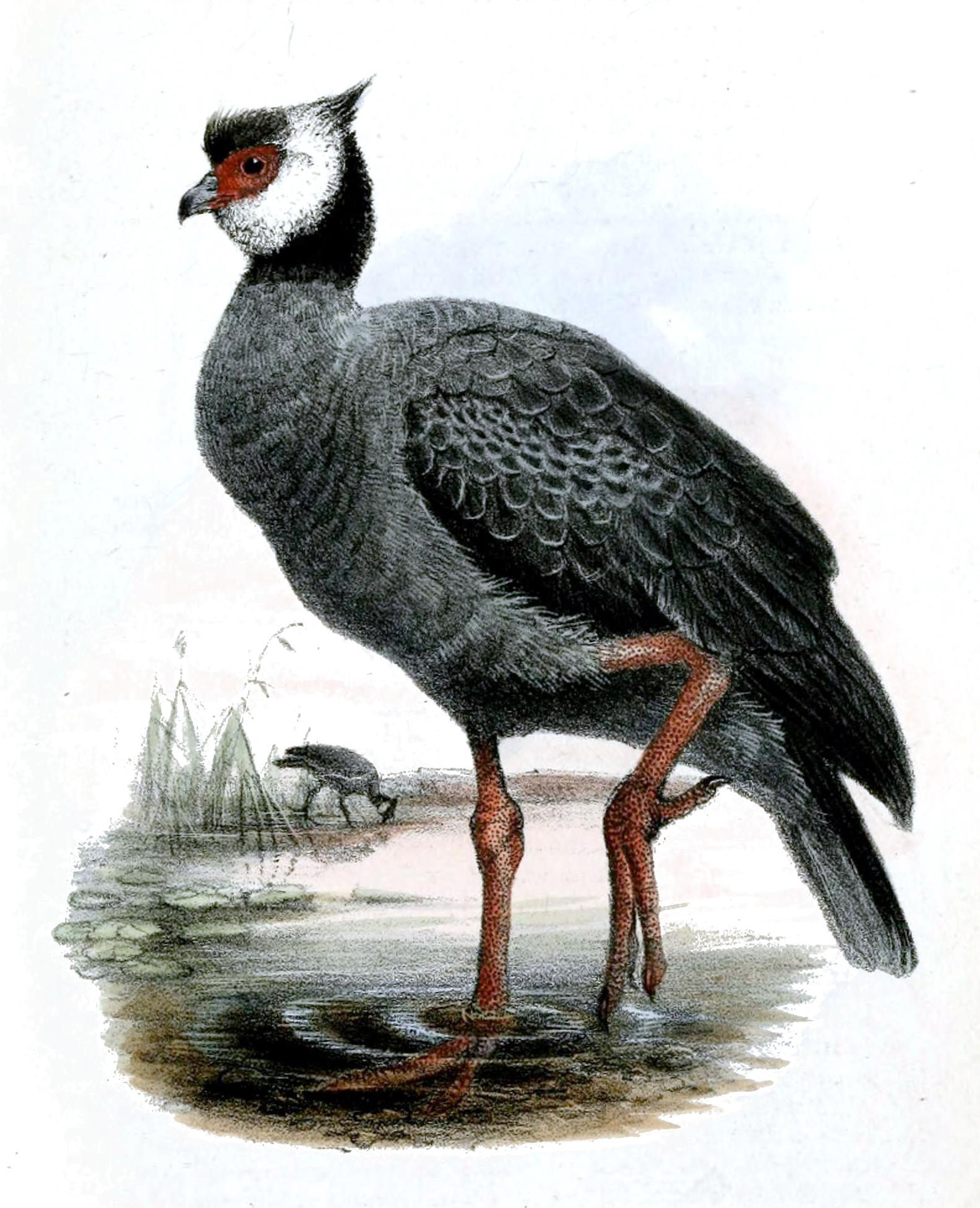